# Karl Brockmann

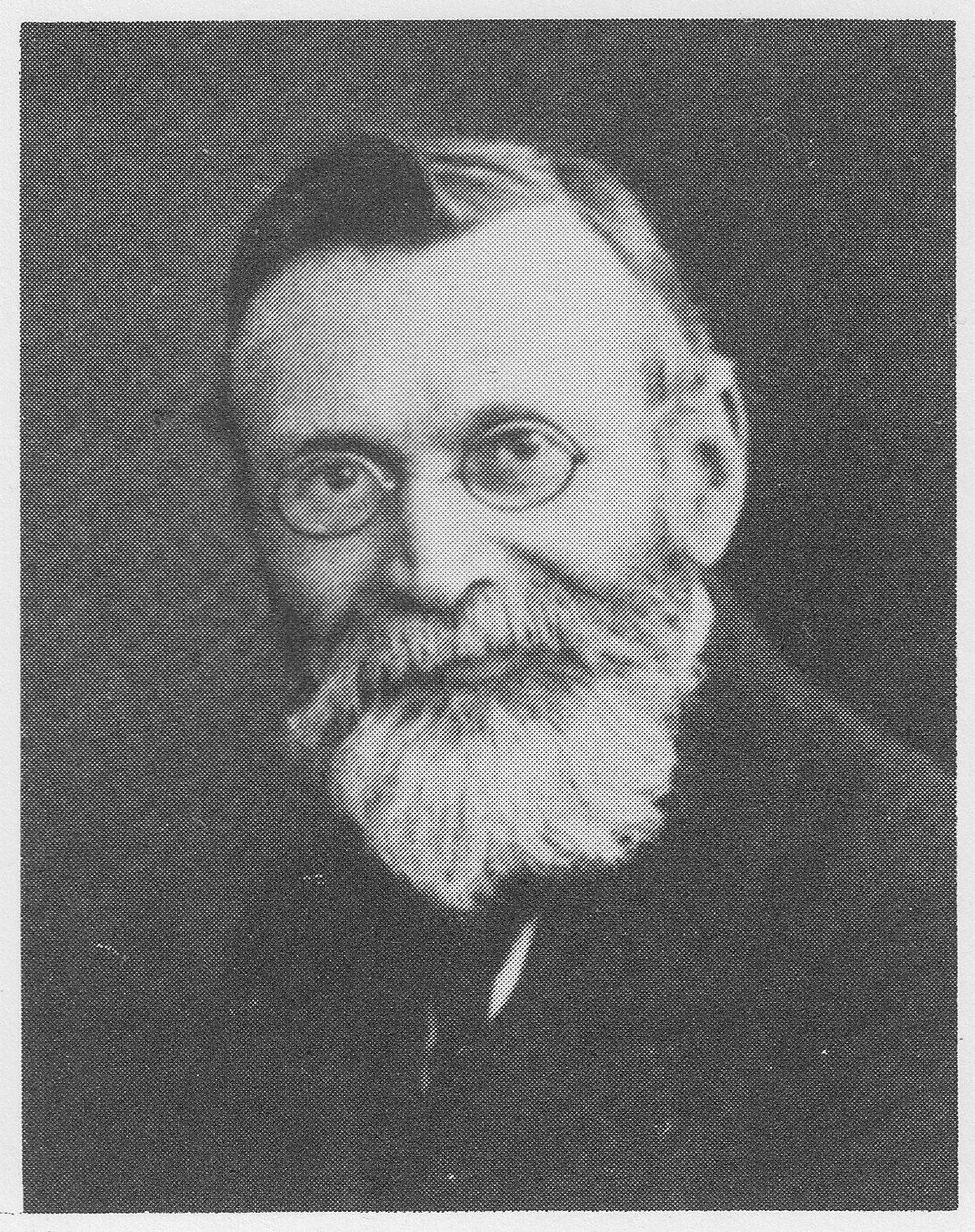
Karl Brockmann, etwa 1920

Karl Brockmann (* 2. Februar 1854 in Offenbach am Main; † 1932) war ein deutscher Maschinenbauingenieur und Gestalter.

## Biografie
Brockmann besuchte die Polytechnische Schule Darmstadt und die Ingenieursschule, wandte sich später der Kunstgeschichte zu. Er entwickelte ein Interesse für das Künstlerische, weniger jedoch die Freie Kunst. 1879 bekam er einen Lehrauftrag an der Kunst-Industrieschule Offenbach (Vorgänger der heutigen Hochschule für Gestaltung in Offenbach am Main), 1880 eine Festeinstellung, 1900 wurde er zum Professor ernannt. Am 1. Oktober 1920 ging er in den Ruhestand und wurde mit einem Fackelzug verabschiedet. 1913 hatten Alumni der Schule die Professor-Karl-Brockmann-Stiftung gegründet, welche bedürftige Studenten unterstützte.
Brockmann war Mitbegründer des Offenbacher Geschichtsverein.

## Wirken
Brockmanns Interesse für das Künstlerische mündete im Erkennen einer Notwendigkeit des künstlerischen Entwerfens von Produkten, welches nicht in Zusammenhang mit der freien Kunst stehen sollte. Dieses Entwerfen stieß bei der Industrie auf fruchtbarem Boden und entspricht einer Frühform des heutigen Industriedesigns. Bis heute existiert an der HfG Offenbach der Fachbereich Produktgestaltung.

## Veröffentlichungen in den Alt-Offenbacher Geschichtsblättern
- Der Mann im grünen Rock. Eine abenteurische Geschichte aus dem alten Offenbach. In: Alt-Offenbach 1, 1925, S. 13–15
- Senefelder und seine Kunst in Offenbach a. M. In: Alt-Offenbach 1, 1925, S. 47–53
- Ein kostbares Stück Offenbacher Lederwaren aus dem Jahre 1801. In: Alt-Offenbach 1, 1925, S. 58–59
- Der Rabenstein, die Offenbacher Hinrichtungsstätte. In: Alt-Offenbach 1, 1925, S. 63–64
- Das heilige Haus? In: Alt-Offenbach 2, 1926, S. 32
- Hundert Jahre Sängerverein. Die Zeit bis zum 25-jährigen Stiftungsfest. In: Alt-Offenbach 2, 1926, S. 49–55
- Offenbach um das Jahr 1800. In: Alt-Offenbach 3, 1927, S. 1–15
- Ein seltenes Stück Offenbacher Lederwaren aus dem Anfange des 19. Jahrhunderts. In: Alt-Offenbach 3, 1927, S. 19–20
- Altes Portal am Hause A. Eichhorn in der Schloßstraße. In: Alt-Offenbach 3, 1927, S. 35–37
- Das alte Rathaus in Offenbach a. M. und der Marktplatz. In: Alt-Offenbach 3, 1927, S. 41–50
- Zur Geschichte der Offenbacher Portefeuille-Industrie. In: Alt-Offenbach 3, 1927, S. 57–68, 77–90
- 75 Jahre höhere Mädchenschule. In: Alt-Offenbach 4, 1928, S. 41–48
- Hundert Jahre zurück. Die Offenbacher Messen 1828–1835. In: Alt-Offenbach 4, 1928, S. 53–67 (Digitalisat auf Commons)
- Das alte Lagerhaus in Offenbach. In: Alt-Offenbach 5, 1929, S. 1–9
- Der Galvanolastiker G. L. von Kreß und seine Beziehungen zu Offenbach. In: Alt-Offenbach 5, 1929, S. 21–31
- Die Offenbacher Schiffbrücke. In: Alt-Offenbach 5, 1929, S. 41–47 Commons
- Verbingungswege von Offenbach aus über den Main und ihre Geschichte. In: Alt-Offenbach 5, 1929, S. 87–92
- Das älteste Offenbacher Schulhaus im Wandel der Zeiten. In: Alt-Offenbach 5, 1929, S. 101–105
- Das Haus hinter der Stadtkirche. In: Alt-Offenbach 6, 1930, S. 18–23
- Das Leinreiterhaus in der Mühlgasse in Offenbach und der letzte Leinreiter. In: Alt-Offenbach 6, 1930, S. 33–37
- Alte Wohnhäuser im alten Stadtteil von Offenbach. In: Alt-Offenbach 6, 1930, S. 63–68
- Das Hofbrauhaus zu Groß-Steinheim, eine historische Gaststätte. In: Alt-Offenbach 6, 1930, S. 109–112
- Eine Offenbacher Elfenbeinplastik und ihre Geschichte. In: Alt-Offenbach 7, 1931, S. 16–20
- Offenbach 1813. In: Alt-Offenbach 7, 1931, S. 53–56
- Ein Führer durch Offenbach a. M. vor hundert Jahren. In: Alt-Offenbach 7, 1931, S. 61–66
- Offenbach 1814. Feier des Jahrestags der Völkerschlacht bei Leipzig 18. Okt. 1814. In: Alt-Offenbach 7, 1931, S. 98–101

## Sonstiges
- In Offenbach am Main wurde eine Straße nach Brockmann benannt (⊙)